# Half-Life 2: Episode Two
Half-Life 2: Episode Two – druga część zaplanowanej trylogii dodatków do gry Half-Life 2. Był tworzony jednocześnie z poprzednią częścią, Half-Life 2: Episode One przez dwie różne grupy programistów. Gra została wydana 10 października 2007 w Ameryce Północnej i Rosji na PC i Xbox 360. Wersja na PlayStation 3 po wielu opóźnieniach została wydana 16 listopada 2007.

## Fabuła
Akcja zaczyna się w rozbitym pociągu, w którym Gordon Freeman razem z Alyx wyjechali z City 17 na chwilę przed upadkiem Cytadeli. Po wydostaniu się z wraku widzą super-portal i kontaktują się z bazą White Forest, korzystając z pobliskiej anteny satelitarnej. Alyx i Gordon dowiadują się, że są w posiadaniu współrzędnych do portalu Kombinatu (przez który przybędą posiłki) i muszą jak najszybciej dostać się do White Forest. Jednak Alyx zostaje zraniona wskutek ataku Huntera, a Gordon traci przytomność. Po obudzeniu się, spod gruzu pomaga mu się wydostać Vortigaunt, który zabiera ranną Alyx i Gordona do pobliskiej kryjówki. Na miejscu okazuje się, że do uleczenia Alyx potrzebna jest rzadka esencja z gniazda acid-antlionów. W zdobyciu jej, Gordonowi pomaga jeden z Vortigauntów. W trakcie leczenia Alyx pojawia się G-Man, który każe jej przekazać ojcu (Eli Vance) wiadomość. Po wyleczeniu wyruszają w dalszą drogę, nowym pojazdem, który posiadała pobliska grupa rebeliantów. Dojeżdżają do bazy White Forest, gdzie wita ich Dog. Niedługo po przybyciu, następuje atak Kombinatu, który dostał się do bazy przez otwarty właz silosu drugiego (White Forest posiadała dwa silosy, w pierwszym znajdowała się konstruowana przez Dr. Magnussona i Dr. Kleinera rakieta). Po jego zamknięciu Gordon wraca do reszty bohaterów. Doktor Kleiner i dr Eli Vance dowiadują się, że oprócz danych na dysku zamieszczone są współrzędne statku Borealis na którym znajdują się wyniki badań i projekty firmy Aperture Science. Eli mówi, że Borealis musi zostać zniszczony ponieważ nie chce, aby powtórzyły się wydarzenia z Black Mesy. Dr. Kleiner ma odmienne zdanie i mówi, że ta wieloletnia praca nie może pójść na marne oraz może pomóc w ostatecznym zniszczeniu Kombinatu (na pokładzie Borealisa znajduje się ponoć potężna broń). Kiedy Alyx przekazuje wiadomość od G-Mana, Eli słabnie i wysyła ją po herbatę. Wtedy wyznaje na osobności Gordonowi, że też zna G-Mana i ostatni raz słyszał go na moment przed wypadkiem w Black Mesa. W trakcie rozmowy przychodzi Magnusson i Gordon dostaje następne zadanie – ochronę rakiety, która zostanie wysłana na orbitę, aby połączyć się ze starym satelitą wysłanym niegdyś z Black Mesa i za jego pomocą zamknąć coraz szerzej otwarty portal. Na White Forest nacierają hordy Striderów, lecz Gordon odpiera ich atak używając bomb Magnussona. Rakieta pomyślnie startuje i zamyka portal. Kiedy Gordon walczył ze Striderami, Alyx znajduje sprawny helikopter którym oboje polecą na Borealisa (gdzie znajduje się również Judith Mossman). Na moment przed dostaniem się do helikoptera bohaterowie zostają zaatakowani przez dwóch Combine Advisorów. Gra kończy się w momencie gdy Eli Vance ginie, a Gordon i Alyx zostają uratowani przez Doga, który przegania obydwu Advisorów.

## Rozgrywka
Nowością w grze jest broń nosząca miano „Strider Buster”, nazywana też przez pracowników organizacji White Forest „Bombą Magnussona”. Do jej użycia potrzebne jest działo grawitacyjne. Gracz "chwyta" urządzenie, zrzuca ją na tułów Stridera. Buster przykleja się do niego, co pozwala graczowi na jego detonację, strzelając z dowolnej broni w urządzenie, co skutkuje natychmiastową eksplozją stridera.
W grze można spotkać kilku nowych przeciwników. Są to:
- Hunter, mniejsza wersja Stridera, atakuje gracza za pomocą strzałek oraz bezpośrednio.
- Acid-lion, odmiana Antliona. Używa żrącej substancji, atakując na odległość.
- Acid-guard, silniejsza wersja strażnika znanego z poprzednich części.

Valve wprowadziło także szereg zmian do silnika Source, umożliwiając wyświetlanie m.in. gęstszej trawy i większego pola widzenia; pojawiły się także zmiany w systemie oświetleń i cieniowania, pozwalające na np. uzyskanie świateł w czasie rzeczywistym, a także nowy system tzw. "kinowej fizyki", który jest odpowiedzialny za uszkodzenia otoczenia. Wraz z Episode Two Valve wprowadziło do silnika Source wsparcie dla procesorów wielordzeniowych.
Dodany został również system Osiągnięć, które dostajemy za postępy w fabule lub za wykonanie jakiegoś nietypowego zadania w trakcie gry.

## Odbiór gry
Gra zebrała pozytywne oceny, co potwierdzają wyniki na stronach agregujących recenzje gier komputerowych. Gra otrzymała średnią ocenę 90% na Metacritic na podstawie 21 recenzji i 90,68% w serwisie GameRankings z 22 recenzji.